# Boa constrictor (повість)
Boa constrictor — повість Івана Франка, опублікована вперше в 1878-му році, а окремою книжкою — в 1884-му. Вважається одним із перших зразків натуралізму в українській літературі. Належить до «Бориславського циклу» Франка і на думку Магдалини Ласло-Куцюк, є одним із найбільших його здобутків.
Повість перекладено чеською, німецькою та російською мовами. Також існує переклад англійською з російської.

## Історія написання
Існує три редакції повісті: перша «журнальна» (1878), друга «книжкова» (1884), і третя, зроблена Франком на схилі літ (1907). Серед іншого, до другої редакції додано авторське «післяслово» до історії, у якому зазначено, що «Герман у доброго чоловіка не перемінився», а його «милосердний порив […] був хвилевий», по якому він знову став «холодним, безсердечним спекулянтом». Третя редакція розповідає про життя Германа після описуваних подій і вважається новим твором. Герман також фігурує у романі «Борислав сміється».

## Сюжет
Протагоніст твору — Герман Гольдкремер — багатий підприємець, єврей, сирота. Пройшовши тривалий шлях, він, попри все, залишається невдоволеним. Його мучить страх, який втілено у картині, що висить у його кімнаті, на якій удав душить газель. «Його багатство уявляється йому самому стоголовою потворою».
Зрештою, Герман бачить сон, де його душить змій з картини. Як виявляється по пробудженню, це був його власний син, що хотів вбити батька задля наживи.

## Рецепція
Для радянських критиків повість Франка зазвичай прочитувалася з точки зору класового конфлікту. Так, класичною стала інтерпретація Олександра Білецького, який пояснює обірвану кінцівку першої редакції твору так:
|  | Переродження не сталося: хижак лишився хижаком, повернувшись до свого попереднього стану |

Однак сьогодні, дослідників та дослідниць приваблює психоаналітична перспектива твору. На неї вказує «сновидність» Германа та ситуація «невдоволення» своїм становищем. Зокрема, цей аспект повісти розглянуто в працях Тамари Гундорової та Магдалини Ласло-Куцюк.

## Самореклама
В розділі 2 «Борислав сміється» Франко дає посил де можна почитати «Boa constrictor».